# المحمية الطبيعية الكاملة في تسينجي دي بيماراها
طبيعتها صلصالية وتتألّف من سلسلة مرتفعات من حجر الكلس مقسّمة مع تسينجي أو غابة المهماز الكلسية المدهشة. فالمحمية الطبيعية في بيماراها حيث توجد الغابات العذراء والبحيرات والمنغروف التي تأوي فصائل من العصافير النادرة والمهدَّدة والليموريات، تحتوي على مضيق مذهل لنهر مانمبولو في التلال المتموّجة ذات القمم العالية.

## معرض الصور

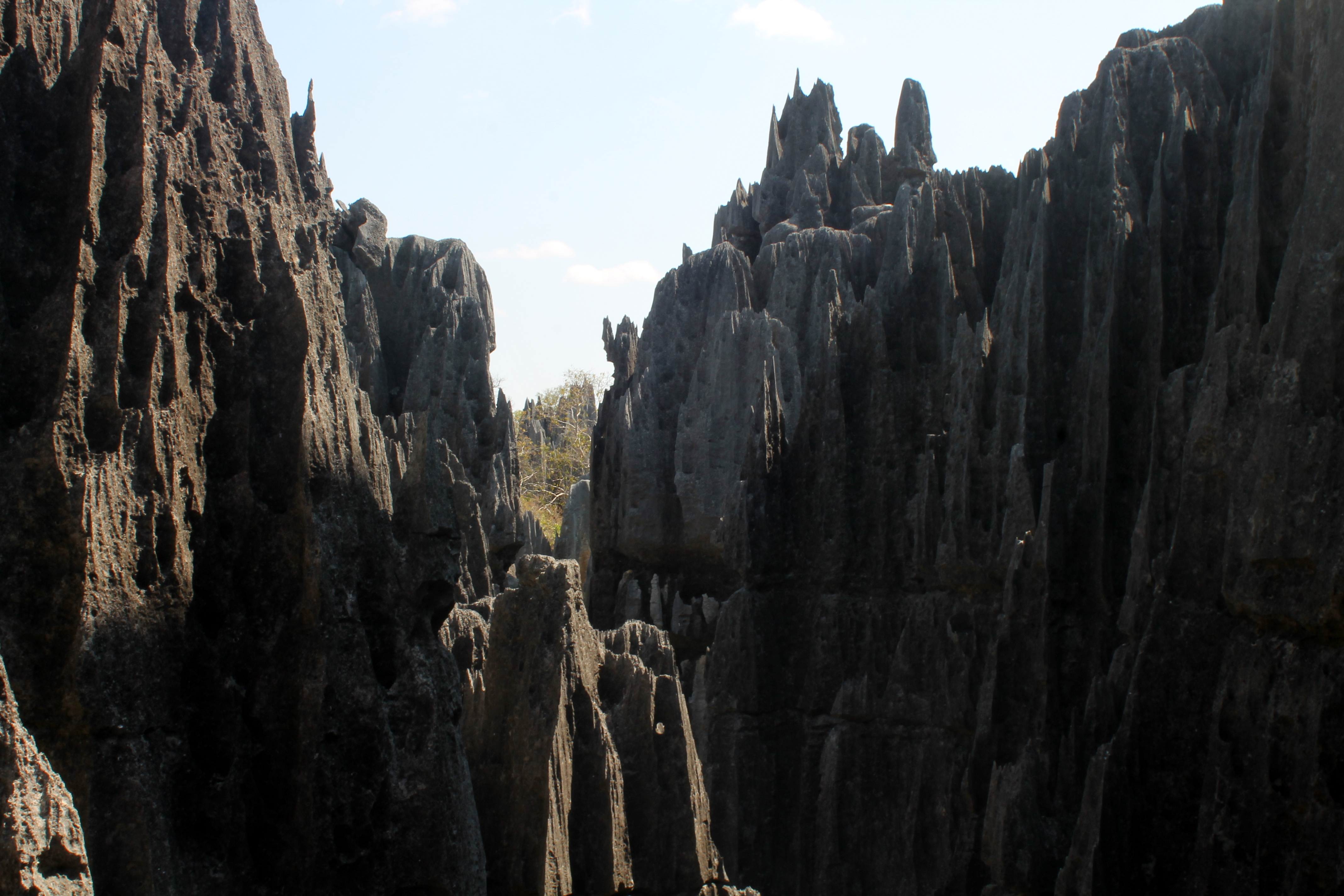
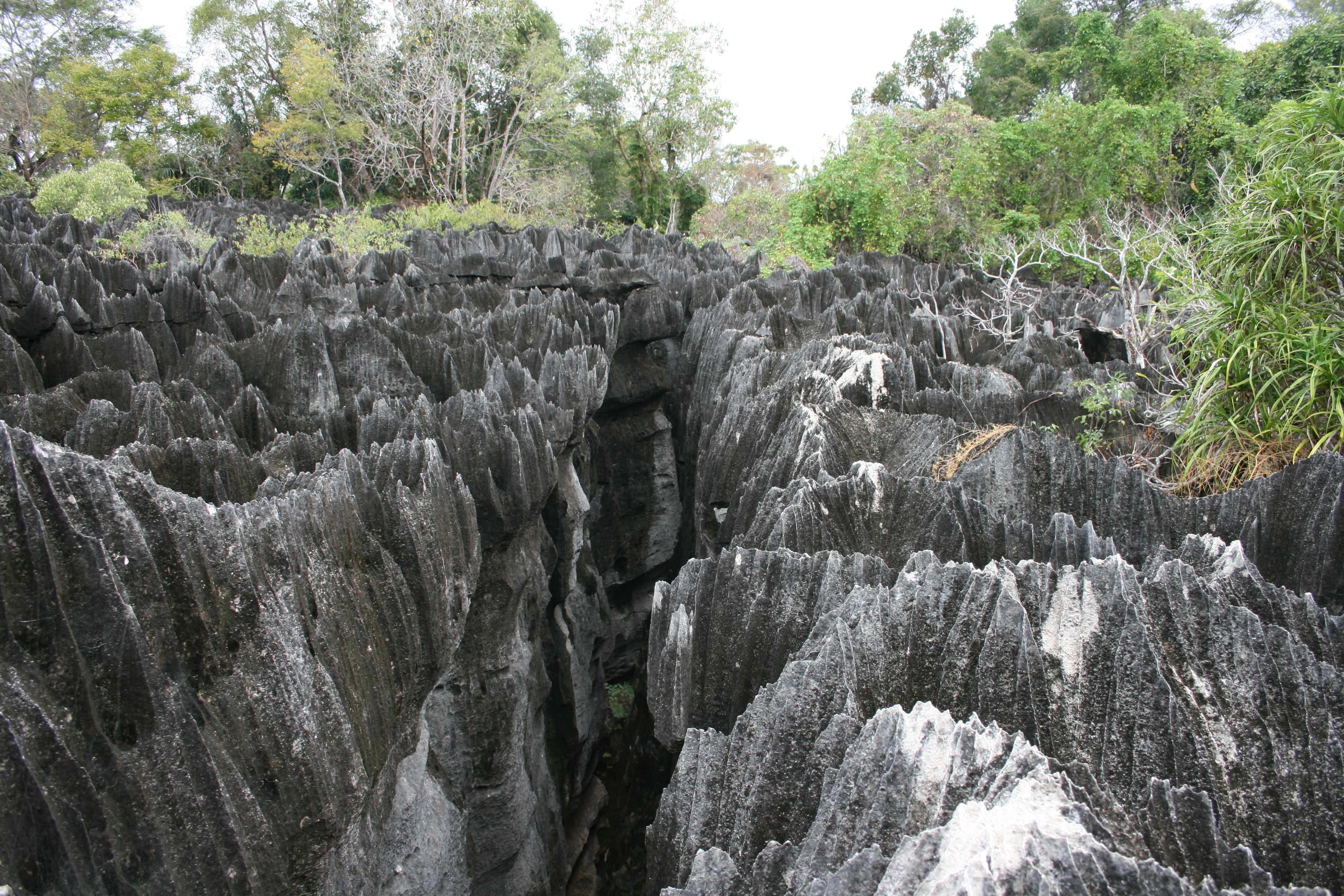
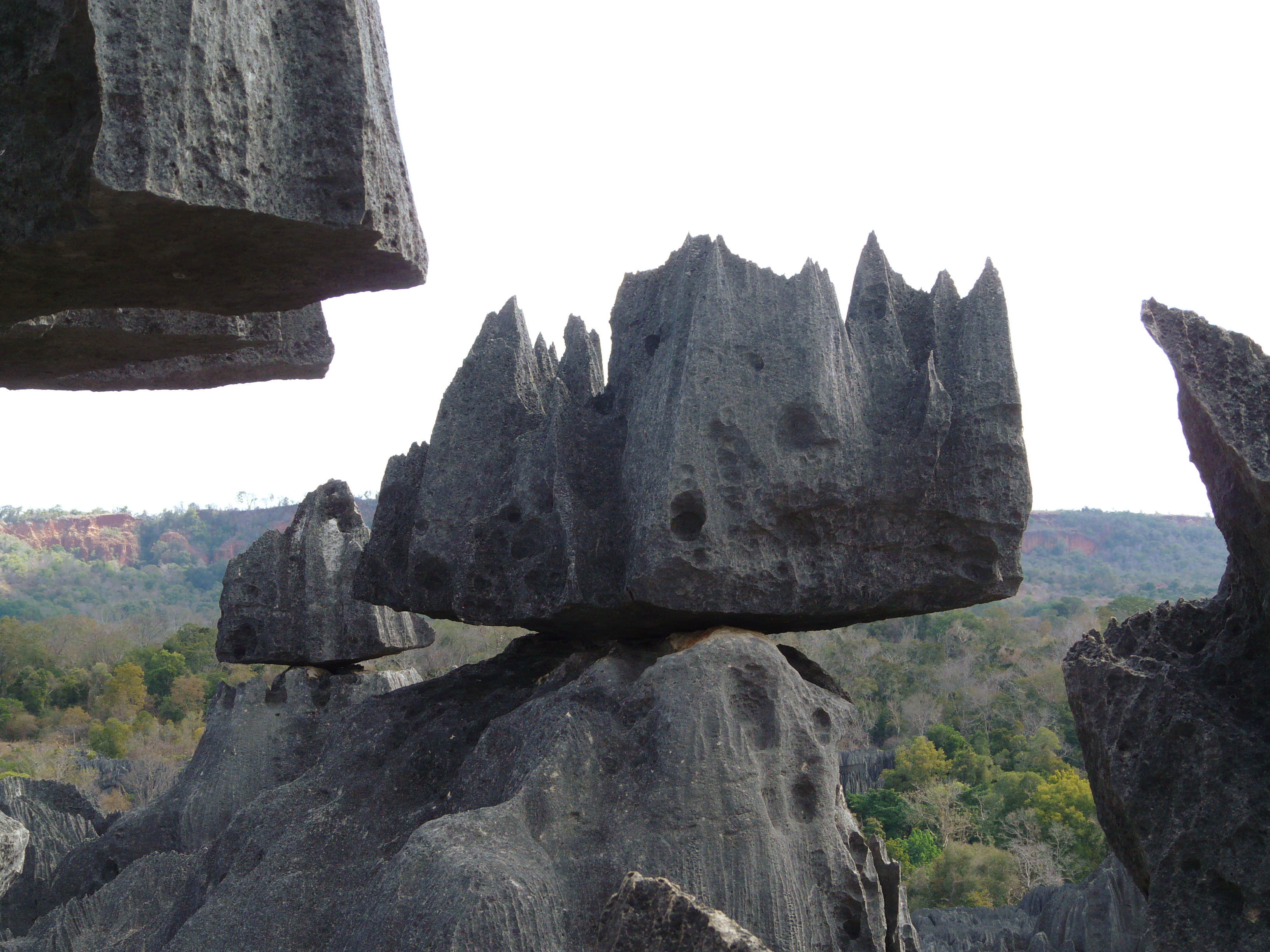
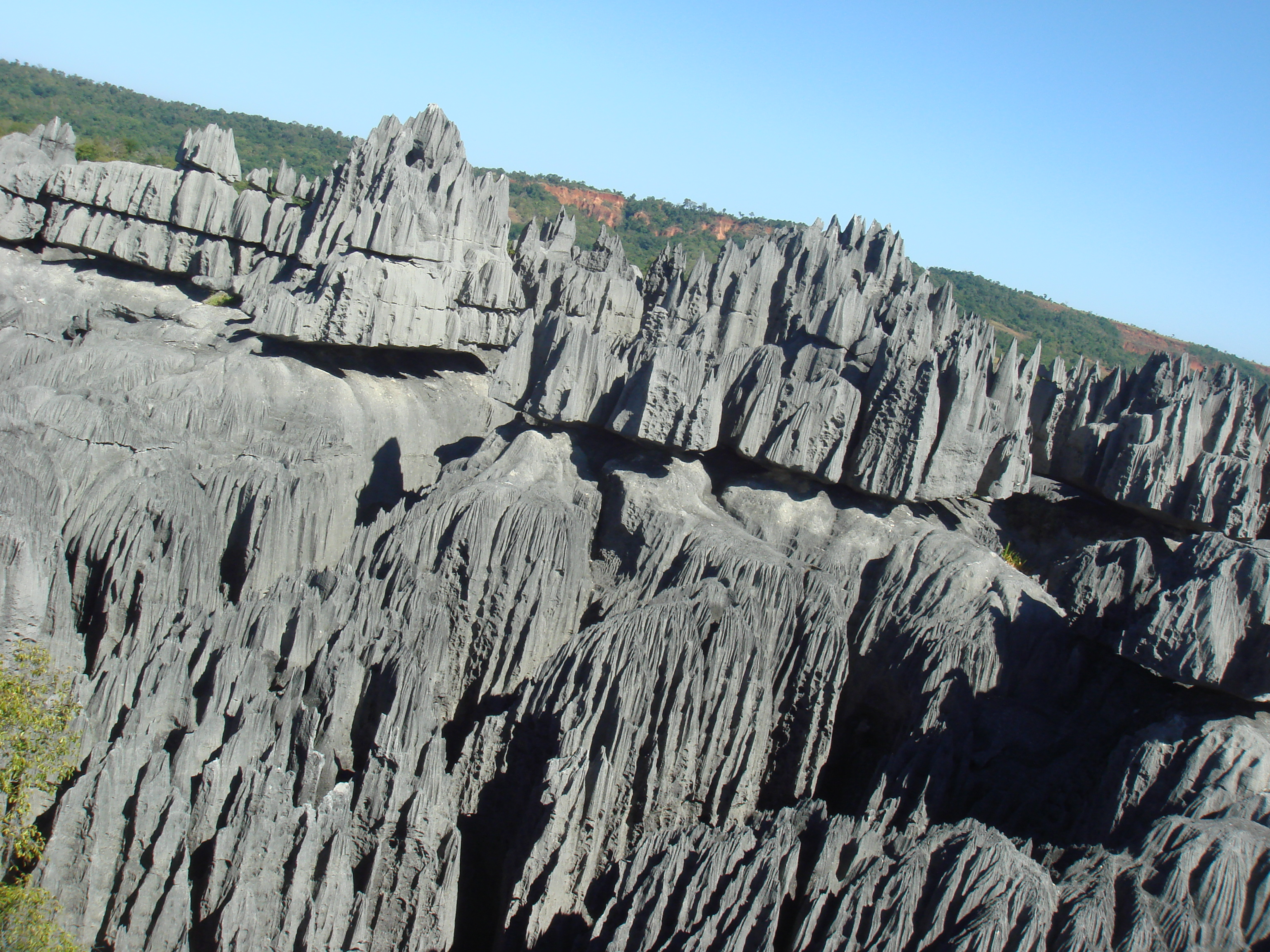
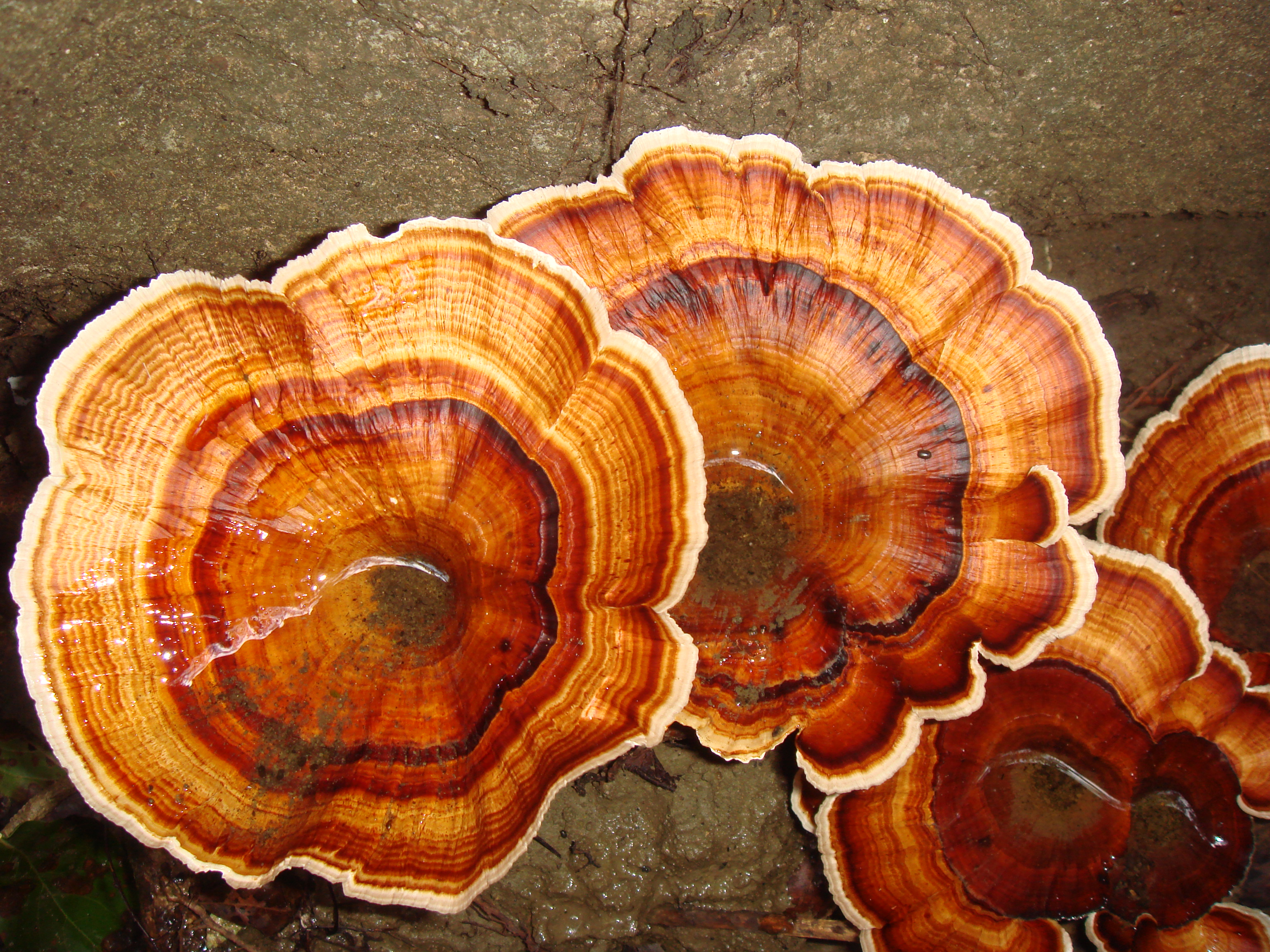
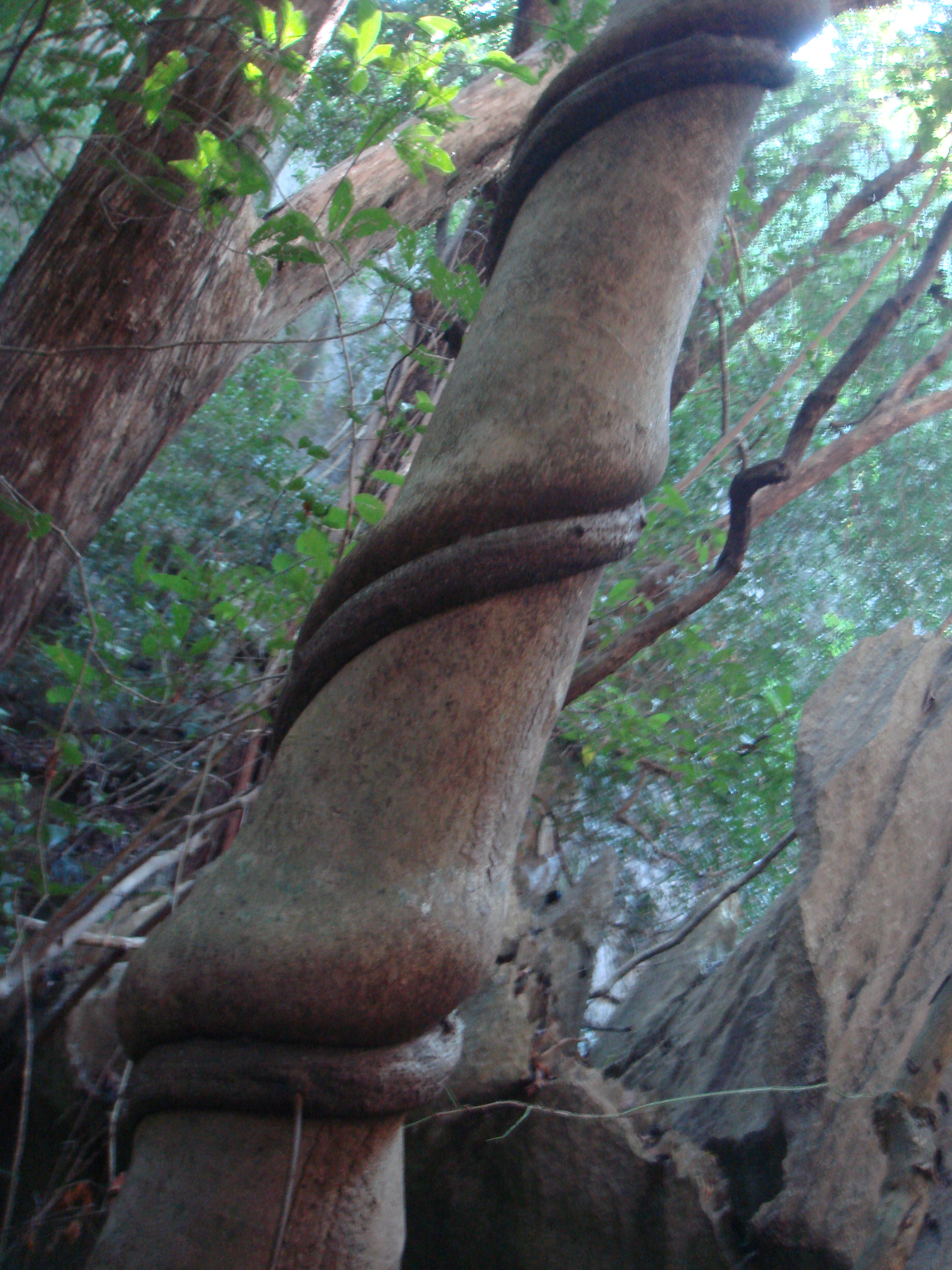
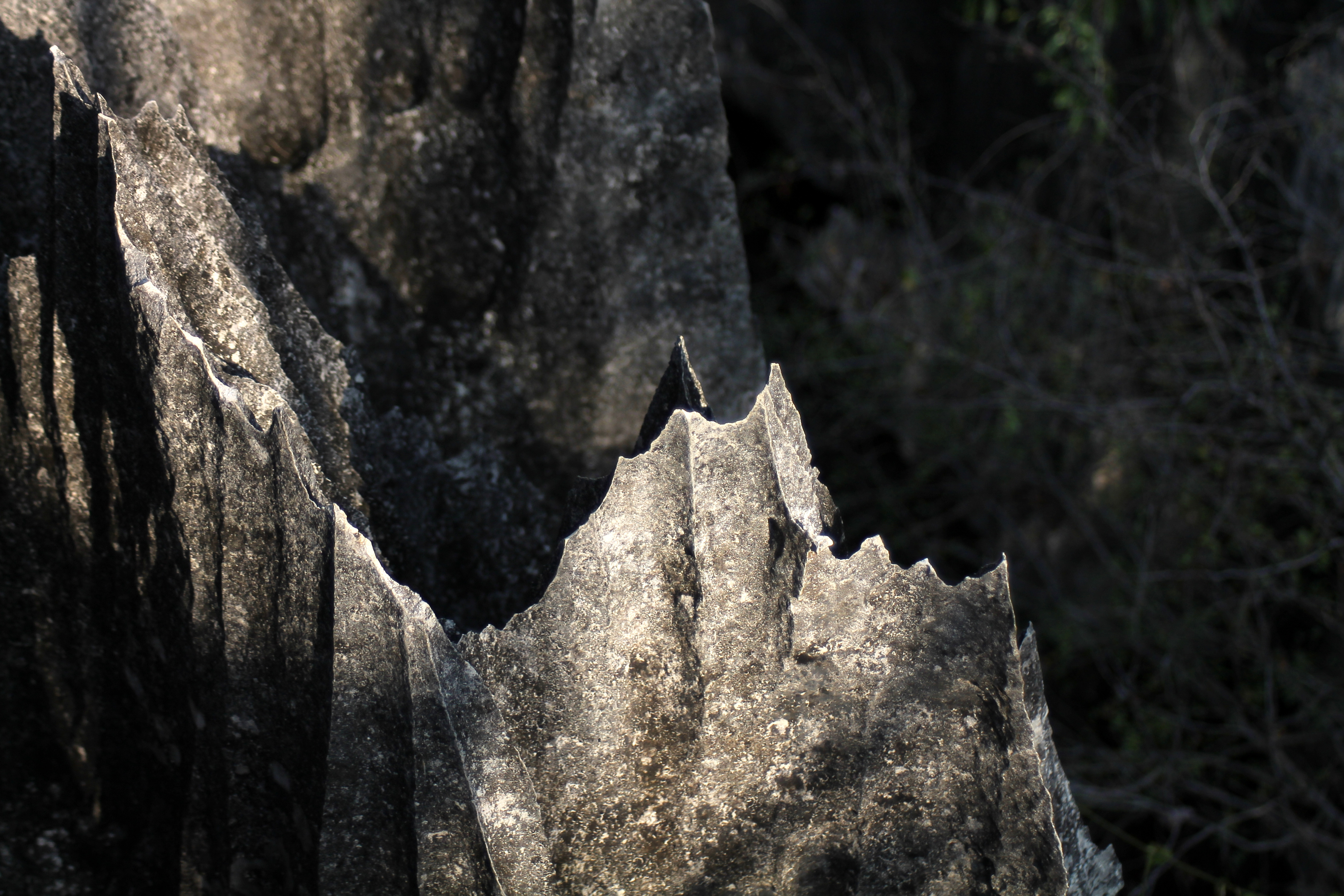
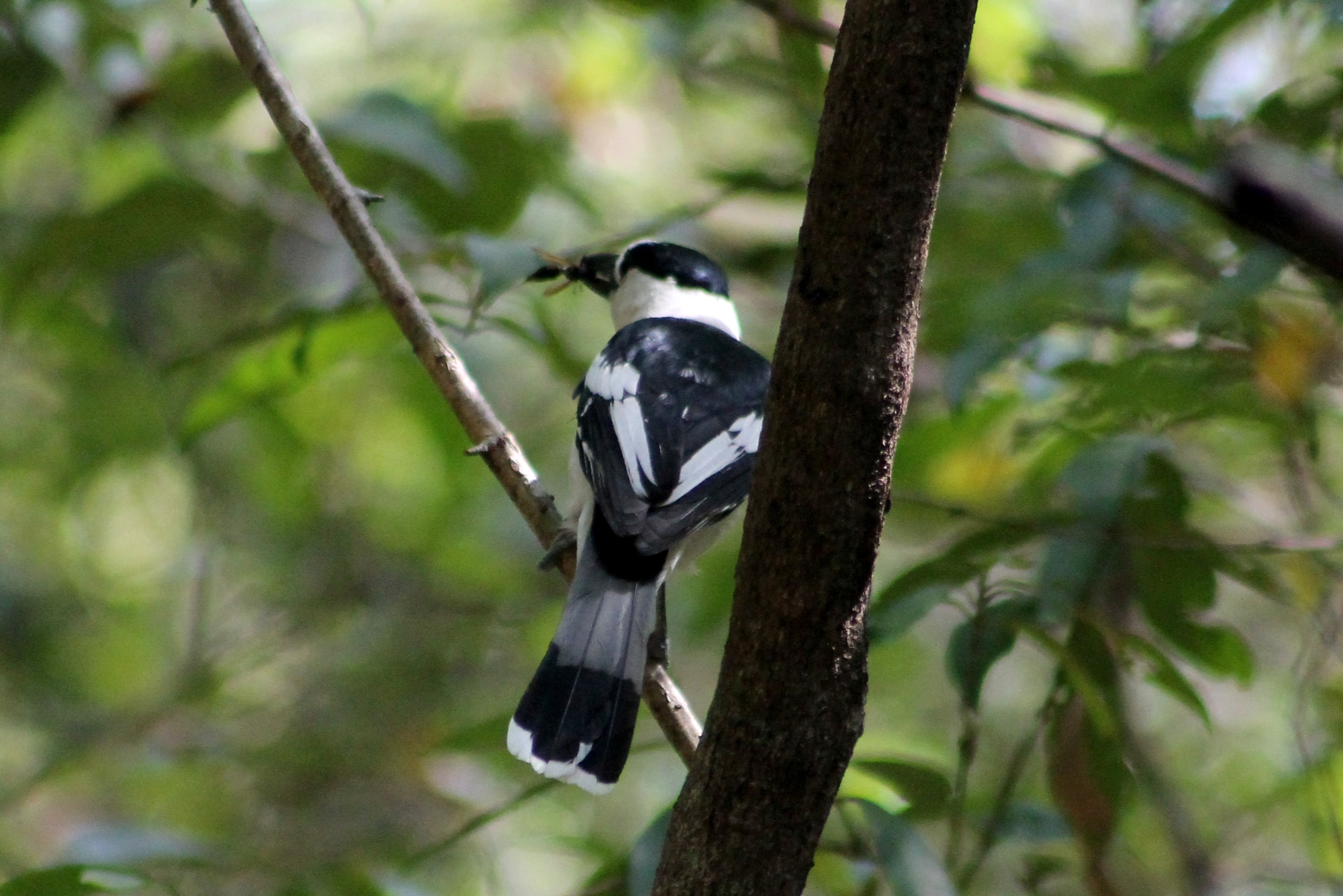
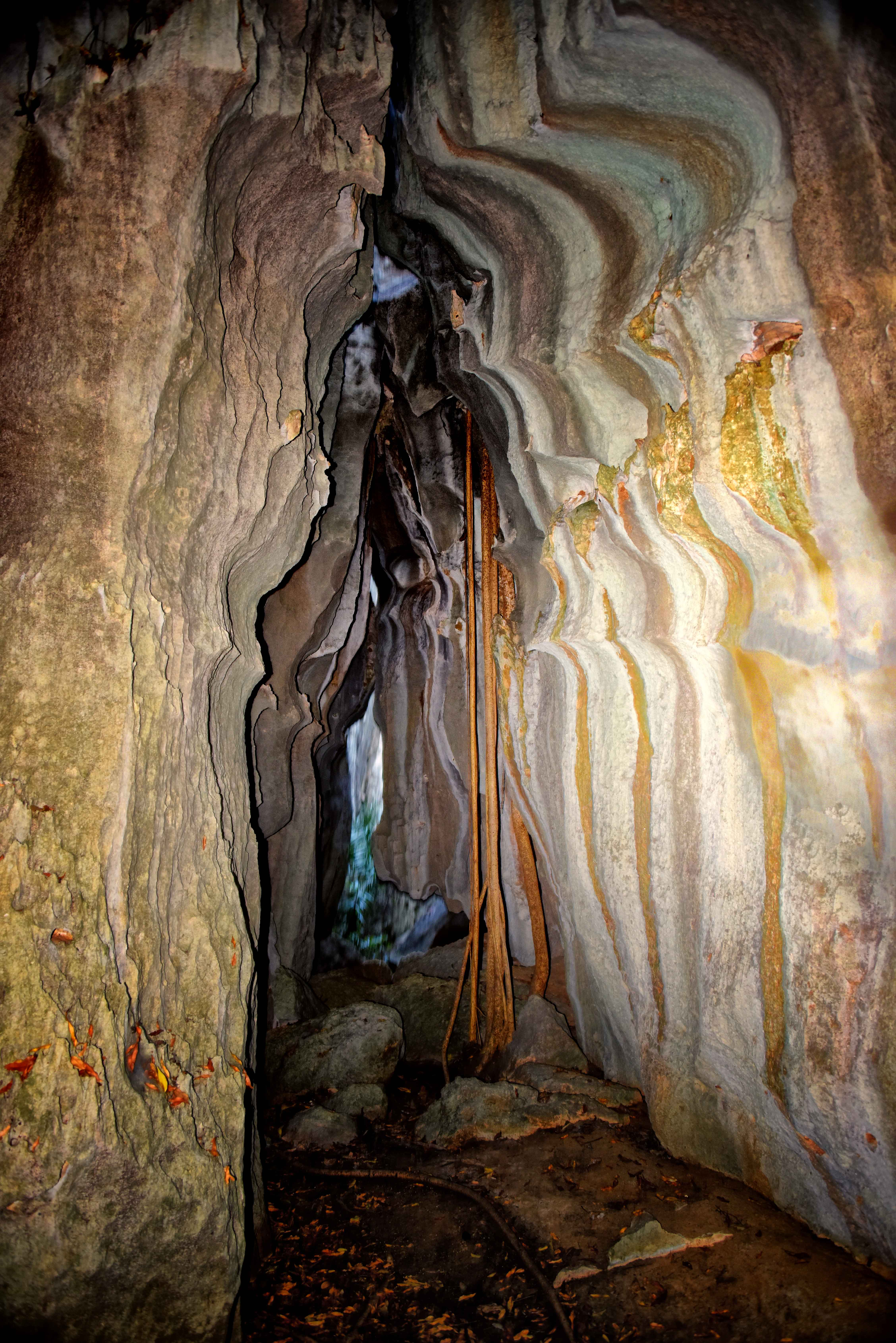